# ريتشوود (أوهايو)
ريتشوود (بالإنجليزية: Richwood, Ohio)‏ هي منطقة سكنية تقع في الولايات المتحدة في مقاطعة يونيون، أوهايو. يقدر عدد سكانها بـ 2,229 نسمة ومساحتها 3.32 كم2 وترتفع عن سطح البحر 290 متر.

## التركيبة السكانية
قام مكتب تعداد الولايات المتحدة بتحديد بيانات التركيبة السكانية لريتشوود في تعداد الولايات المتحدة. في ما يلي، التركيبة السكانية حسب تعدادي 2000 و2010.

### تعداد عام 2000
بلغ عدد سكان ريتشوود 2,156 نسمة بحسب تعداد عام 2000، وبلغ عدد الأسر 849 أسرة وعدد العائلات 567 عائلة مقيمة في القرية. في حين سجلت الكثافة السكانية 1,795.2 نسمة لكل ميل مربع (693.1/كم2). وبلغ عدد الوحدات السكنية 957 وحدة بمتوسط كثافة قدره 796.9 نسمة لكل ميل مربع (307.7/كم2).
وتوزع التركيب العرقي للقرية بنسبة 97.96% من البيض و 0.14% من الأمريكيين الأصليين و 0.09% من الأمريكيين ذوي الأصول الآسيوية و 0.23% من الأمريكيين الأفارقة و 1.39% من عرقين مختلطين أو أكثر.
بلغ عدد الأسر 849 أسرة كانت نسبة 35.8% منها لديها أطفال تحت سن الثامنة عشر تعيش معهم، وبلغت نسبة الأزواج القاطنين مع بعضهم البعض 52.5% من أصل المجموع الكلي للأسر، ونسبة 11.0% من الأسر كان لديها معيلات من الإناث دون وجود شريك، وكانت نسبة 33.1% من غير العائلات. تألفت نسبة 28.2% من أصل جميع الأسر من أفراد ونسبة 15.8% كانوا يعيش معهم شخص وحيد يبلغ من العمر 65 عاماً فما فوق. وبلغ متوسط حجم الأسرة المعيشية 3.12، أما متوسط حجم العائلات فبلغ 2.54.
بلغ العمر الوسطي للسكان 33 عاماً. وكانت نسبة 29.3% من القاطنين تحت سن الثامنة عشر، وكانت نسبة 7.9% بين الثامنة عشر والأربعة وعشرون عاماً، ونسبة 29.3% كانت واقعةً في الفئة العمرية ما بين الخامسة والعشرون حتى والأربعة وأربعون عاماً، ونسبة 19.4% كانت ما بين الخامسة والأربعون حتى الرابعة والستون، ونسبة 14.1% كانت ضمن فئة الخامسة والستون عاماً فما فوق. يوجد لكل 100 أنثى 90.1 ذكر، ويوجد لكل 100 أنثى في الثامنة عشر من عمرها فما فوق 87.6 ذكر.
بلغ متوسط دخل الأسرة في القرية 39,550 دولار، أما متوسط دخل العائلة فبلغ 47,656 دولار. وكان متوسط دخل الذكور 33,393 دولار مقابل 21,971 دولار للإناث. وسجل دخل الفرد الخاص بالقرية 16,799 دولار. وكانت نسبة 6.6% من العائلات ونسبة 8.4% من السكان تحت خط الفقر، وكان من هؤلاء نسبة 9.0% تحت سن الثامنة عشر ونسبة 12.7% في الخامسة والستين من العمر وما فوق.

### تعداد عام 2010
بلغ عدد سكان ريتشوود 2,229 نسمة بحسب تعداد عام 2010، وبلغ عدد الأسر 877 أسرة وعدد العائلات 572 عائلة مقيمة في القرية. في حين سجلت الكثافة السكانية 1,783.2 نسمة لكل ميل مربع (688.5/كم2). وبلغ عدد الوحدات السكنية 969 وحدة بمتوسط كثافة قدره 775.2 لكل ميل مربع (299.3/كم2).
وتوزع التركيب العرقي للقرية بنسبة 98.3% من البيض و 0.2% من الأمريكيين الأصليين و 0.4% من الأمريكيين الأفارقة و 0.9% من عرقين مختلطين أو أكثر.
بلغ عدد الأسر 877 أسرة كانت نسبة 40.6% منها لديها أطفال تحت سن الثامنة عشر تعيش معهم، وبلغت نسبة الأزواج القاطنين مع بعضهم البعض 45.7% من أصل المجموع الكلي للأسر، ونسبة 13.3% من الأسر كان لديها معيلات من الإناث دون وجود شريك، بينما كانت نسبة 6.2% من الأسر لديها معيلون من الذكور دون وجود شريكة وكانت نسبة 34.8% من غير العائلات. تألفت نسبة 29.6% من أصل جميع الأسر من أفراد ونسبة 14.1% كانوا يعيش معهم شخص وحيد يبلغ من العمر 65 عاماً فما فوق. وبلغ متوسط حجم الأسرة المعيشية 3.14، أما متوسط حجم العائلات فبلغ 2.54.
بلغ العمر الوسطي للسكان 34.2 عاماً. وكانت نسبة 29.6% من القاطنين تحت سن الثامنة عشر، وكانت نسبة 7.5% بين الثامنة عشر والأربعة وعشرون عاماً، ونسبة 28.2% كانت واقعةً في الفئة العمرية ما بين الخامسة والعشرون حتى والأربعة وأربعون عاماً، ونسبة 22% كانت ما بين الخامسة والأربعون حتى الرابعة والستون، ونسبة 12.7% كانت ضمن فئة الخامسة والستون عاماً فما فوق. وتوزع التركيب الجنسي للسكان بنسبة 47.4% ذكور و52.6% إناث.